# Georgios Chortatzis

Scenă din piesa Erophili, jucată în august 2009, într-o manieră modernă, de trupa Horos Theater Company

Georgios Chortatzis (în greacă: Γεώργιος Χορτάτσης) (n. c. 1545 - d. 1610) a fost un poet și dramaturg grec.
Este cel mai bine cunoscut ca autor al tragediei Erophili sau Erophile, având ca subiect dragostea dintre un fiu de faraon și fiica unui țăran. Monarhul, care dezaproba relația, își ucide fiul și, drept urmare, Erophili se sinucide. Această dramă este o lucrare reprezentativă pentru renașterea greacă.
Alături de Vitsentzos Kornaros, Chortatzis a impus dialectul cretan în limba literară neogreacă.